# 舒瓦西 (北部省)
舒瓦西（法語：Choisies，法語發音：[ʃwazi]）是法国上法蘭西大區诺尔省的一个市镇，属于埃尔普河畔阿韦讷区。

## 地理
舒瓦西（50°12'50"N, 4°2'31"E）面积2.51 平方千米，位于法国上法蘭西大區北部省，该省份为法国最北部的省份及最长的省份，西北濒北海，西接加来海峡省，南至埃纳省和索姆省，东与比利时接壤。
与舒瓦西接壤的市镇（或旧市镇、城区）包括：艾布、索尔里讷、迪默绍、奥布勒希。

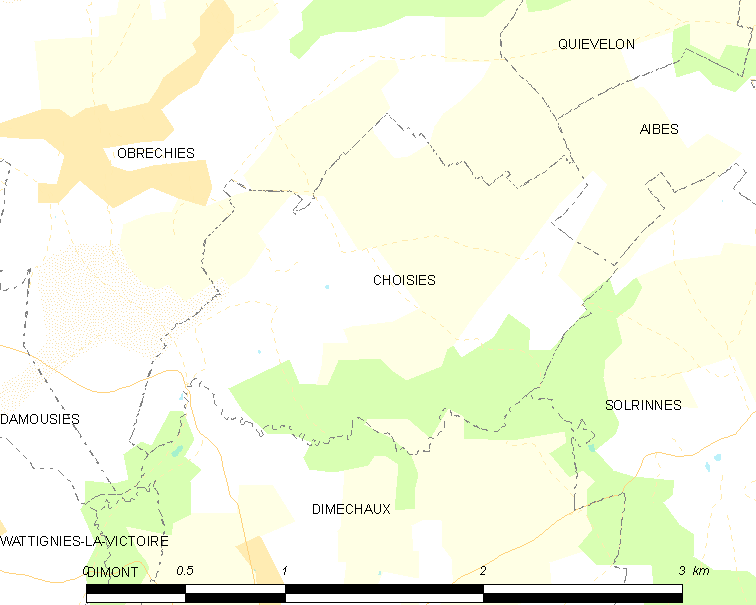
的OSM定位图

舒瓦西的时区为UTC+01:00、UTC+02:00（夏令时）。

## 行政
舒瓦西的邮政编码为59740，INSEE市镇编码为59147。

## 政治
舒瓦西所属的省级选区为富尔米县。

## 人口

1962-2008年间人口变化图示

舒瓦西于2022年1月1日时的人口数量为44人。